# Lijst van nummer 1-albums in de Nederlandse Album Top 100 in 2022
Onderstaande albums stonden in 2022 op nummer 1 in de Nederlandse Album Top 100. De lijst wordt samengesteld door GfK Dutch Charts.
| Nummer | Datum        | Artiest                           | Titel                               |
| ------ | ------------ | --------------------------------- | ----------------------------------- |
| 633    | 1 januari    | Michael Bublé                     | Christmas                           |
| 909    | 8 januari    | Adele                             | 30                                  |
| 910    | 15 januari   | The Weeknd                        | Dawn FM                             |
|        | 22 januari   | The Weeknd                        | Dawn FM                             |
| 911    | 29 januari   | Blaudzun                          | Lonely City Exit Wounds             |
| 912    | 5 februari   | Lil' Kleine                       | Ibiza Stories                       |
|        | 12 februari  | Lil' Kleine                       | Ibiza Stories                       |
|        | 19 februari  | Lil' Kleine                       | Ibiza Stories                       |
| 913    | 26 februari  | Arjen Anthony Lucassen's Star One | Revel In Time                       |
| 914    | 5 maart      | Beth Hart                         | A Tribute To Led Zeppelin           |
| 915    | 12 maart     | Stromae                           | Multitude                           |
|        | 19 maart     | Stromae                           | Multitude                           |
|        | 26 maart     | Stromae                           | Multitude                           |
| 916    | 2 april      | Placebo                           | Never Let Me Go                     |
| 917    | 9 april      | Red Hot Chili Peppers             | Unlimited Love                      |
| 918    | 16 april     | BLØF                              | Polaroid                            |
| 919    | 23 april     | Hef                               | Hefvermogen 2                       |
| 920    | 30 april     | Suzan & Freek                     | Dromen in kleur                     |
| 921    | 7 mei        | Rammstein                         | Zeit                                |
| 922    | 14 mei       | Arcade Fire                       | WE                                  |
| 923    | 21 mei       | Kendrick Lamar                    | Mr. Morale & The Big Steppers       |
| 924    | 28 mei       | Harry Styles                      | Harry's House                       |
|        | 4 juni       | Harry Styles                      | Harry's House                       |
|        | 11 juni      | Harry Styles                      | Harry's House                       |
| 925    | 18 juni      | BTS                               | Proof                               |
| 926    | 25 juni      | Drake                             | Honestly, Nevermind                 |
| 927    | 2 juli       | Porcupine Tree                    | Closure / Continuation              |
| 928    | 9 juli       | Paolo Nutini                      | Last Night In The Bittersweet       |
| 924    | 16 juli      | Harry Styles                      | Harry's House                       |
|        | 23 juli      | Harry Styles                      | Harry's House                       |
|        | 30 juli      | Harry Styles                      | Harry's House                       |
| 929    | 6 augustus   | Beyoncé                           | Renaissance                         |
|        | 13 augustus  | Beyoncé                           | Renaissance                         |
| 924    | 20 augustus  | Harry Styles                      | Harry's House                       |
| 930    | 27 augustus  | Madonna                           | Finally Enough Love: 50 Number Ones |
| 931    | 3 september  | Kensington                        | Greatest Hits                       |
|        | 10 september | Kensington                        | Greatest Hits                       |
| 932    | 17 september | Robbie Williams                   | XXV                                 |
| 933    | 24 september | The Analogues Sideshow            | Introducing the Analogues Sideshow  |
| 934    | 1 oktober    | 5 Seconds of Summer               | 5SOS5                               |
| 935    | 8 oktober    | Danny Vera                        | The New Black and White Pt. V       |
| 929    | 15 oktober   | Beyoncé                           | Renaissance                         |
| 936    | 22 oktober   | Red Hot Chili Peppers             | Return of the Dream Canteen         |
| 937    | 29 oktober   | Taylor Swift                      | Midnights                           |
| 938    | 5 november   | Jan Smit                          | Boven Jan                           |
| 939    | 12 november  | Nick & Simon                      | Nu of ooit                          |
| 940    | 19 november  | Bruce Springsteen                 | Only the Strong Survive             |
| 941    | 26 november  | KA                                | Recklezz                            |
| 937    | 3 december   | Taylor Swift                      | Midnights                           |
| 942    | 10 december  | Lijpe                             | Lijpe                               |
| 943    | 17 december  | SZA                               | SOS                                 |
| 633    | 24 december  | Michael Bublé                     | Christmas                           |
|        | 31 december  | Michael Bublé                     | Christmas                           |